# 加藤美紀 (CBC)
加藤 美紀（かとう みき（現姓：原）、1965年4月21日 - ）は、CBCテレビ (CBC) の社員。元アナウンサー。元・CBCテレビアナウンス部長（専任部長）。

## 来歴
愛知県名古屋市出身。愛知県立中村高等学校、名古屋市立大学卒業。
大学卒業後、1988年に中部日本放送に入社し、アナウンス部に配属。同期のアナウンサーは岩井富士夫、遠藤雅也、大園康志、杉浦憲子、槇徳子。アナウンス部在籍時に結婚・出産をした。
1997年6月をもってラジオ編成部へ異動した。アナウンス部を離れる直前の1997年4月から5月までの間、中部日本放送では加藤美紀、加藤千佳（1991年入社）、加藤小百合（1996年入社）、加藤由香（1997年入社）と加藤姓の女性アナウンサーが4人在籍していた。

## アナウンサー時代の担当番組

### テレビ
- 土曜スケッチ・さわやか生中継（1988年 - 1989年） - アシスタント
- CBCニュースワイド（1988年 - 1991年） - サブキャスター

### ラジオ
- レギュラー満タン!ラジオジャンクション